# Coelophysis holyokensis
Coelophysis holyokensis ("forma hueca de Mount Holyoke College") es una especie de dinosaurio terópodo celofísido del género Coelophysis  que vivió a principios del Jurásico, hace aproximadamente entre 185 y 180 millones de años, en el Pliensbachiano y el Toarciano, en lo que hoy es Norteamérica. Se calcula que llegó a medir 3 m y pesar 30 kg. Los únicos fósiles conocidos fueron descubiertos en 1911 cerca del Mount Holyoke College por la profesora de geología y geografía, Mignon Talbot. Fue nombrada por Talbot Podokesaurus holyokensis ese mismo año, el nombre del género significa "lagarto de pies rápidos". La evidencia fósil sugiere que puede ser una especie de Coelophysis y no un género separado, pero los pocos registros fueron consumidos por el fuego y lo único que queda son los moldes de yeso del Museo de Historia Natural de New York